# 제주특별자치도의 시내버스
제주특별자치도의 시내버스는 제주특별자치도에서 운행되고 있는 시내버스이다.

## 역사
- 1952년 : 관덕정 ↔ 도청[2] 시내버스 운행 개시[3]
- 1962년 : 조흥자동차 주주 한재옥 등 트럭개조 버스 5대를 가져 한일여객운송 주식회사를 설립
- 1962년 : 제주시 도로 아스팔트 포장 이후 한일여객 제주 시내버스노선 운행인가[4]
- 1970년 : 두 번째 시내버스 회사인 대화여객이 좌석제 시내버스 면허 취득
- 1983년 : 공항버스인가, 삼영교통 100번 노선 운행개시[5]
- 1985년 : 남일여객, 제주여객, 금남여객, 극동여객, 대화여객, 한일여객 등에 좌석버스인가[6]
- 1996년 12월 : 제주시내 좌석버스 노선을 시외 북부노선으로 전환
- 2001년 11월 : 한일여객 부도, 운수사업 면허취소
- 2003년 9월 20일 : 제주시 직영의 제주시 공영버스 운행 개시
- 2004년 3월 10일 : 서귀포시 직영의 서귀포 시영버스 운행 개시
- 2004년 3월 20일 : 서귀포교통 부도, 운수사업 면허취소
- 2005년 6월 15일 : 서귀포 남국교통 부도, 운수사업 면허취소
- 2005년 7월 18일 : 대화여객 부도, 운수사업 면허취소[7]
- 2006년 1월 10일 : 서귀포 동서교통 운행개시
- 2015년 11월 2일 : 서귀포 혁신도시 순환버스 (140번) 운행 개시
- 2017년 8월 26일 : 600번을 제외한 모든 노선이 시외버스에서 시내버스로 전환. 노선 체계 개편 및 급행버스 및 관광지순환버스 신설. 버스 대수를 530대에서 797대로 증차. 제주시 및 서귀포시 공영버스는 더 이상 시내 지역을 운행하지 않으며, 읍면지선버스를 운행하게 되었다. 제주시 심야버스를 운행하는 관광지순환버스(주)가 시내버스 운행에 참여.

## 요금
2017년 8월 26일 버스 노선 개편과 함께 요금 체계 또한 개편되었으며, 노선 구분에 따른 기본 요금은 아래와 같다.
| 종류             | 나이                    | 카드 (원) | 현금 (원) |
| ---------------- | ----------------------- | --------- | --------- |
| 간선·지선        | 어른 (만 19세 이상)     | 1150      | 1200      |
| 간선·지선        | 청소년 (만 13세 ~ 18세) | 850       | 900       |
| 간선·지선        | 어린이 (만 6세 ~ 12세)  | 350       | 400       |
| 급행             | 어른 (만 19세 이상)     | 2000      | 3000      |
| 급행             | 청소년 (만 13세 ~ 18세) | 1600      | 2400      |
| 급행             | 어린이 (만 6세 ~ 12세)  | 1000      | 1500      |
| 마을 (동복리)    | 어른 (만 19세 이상)     | 950       | 1000      |
| 마을 (동복리)    | 청소년 (만 13세 ~ 18세) | 750       | 800       |
| 마을 (동복리)    | 어린이 (만 6세 ~ 12세)  | 350       | 400       |
| 마을 (추자/우도) | 어른 (만 19세 이상)     | 950       | 1000      |
| 마을 (추자/우도) | 청소년 (만 13세 ~ 18세) | 550       | 600       |
| 마을 (추자/우도) | 어린이 (만 6세 ~ 12세)  | 350       | 400       |

급행버스의 경우 20 km 이하의 구간을 이용할 경우 기본 요금만이 부과되며, 20 km를 초과할 경우 40 km까지 매 5 km마다 성인 기준 200원이 추가로 부과된다. 그러므로 40 km 이상의 거리를 이용하는 최대 운임은 현금으로 지불하는 요금과 동일한 3000원이다. 이 추가 요금의 경우 지역별 구간요금제가 아니라 거리비례 요금제이므로 동일한 구간을 이용하더라도 노선의 경유지에 따라 요금이 다르게 부과될 수 있다. 예를 들면 제주국제공항부터 송당리까지 급행버스를 이용할 때 111번을 이용하면 32.55 km로 2600원이 부과되지만 112번을 이용하면 36.44 km로 2800원이 부과된다.

## 환승 제도
카드를 이용하여 버스 운임을 지불할 때 하차 이후 40분 이내 최대 2회 환승 할인이 적용된다. 동일 노선을 이용하는 경우는 환승 할인에서 배제된다. 노선 번호가 같더라도 111번과 112번처럼 부번이 다르면 환승 할인이 적용되며, 다만 411번과 412번처럼 서로 반대 방향의 동일한 순환 노선을 모두 이용하고자 할 때에는 동일 노선을 이용할 때처럼 환승 할인이 적용되지 않는다.
환승한 버스 요금이 직전 탑승한 버스 요금의 이하이면 무료로 환승이 가능하며, 반대로 직전 탑승한 버스 요금보다 크면 환승 시 직전 탑승한 버스 요금만큼 할인되어 요금의 차액만 징수한다. 다만 급행버스와 급행버스를 환승할 때에는 일반 버스 요금인 성인 1150원, 청소년 850원, 어린이 350원 등만 할인된다. 급행버스의 거리비례 추가 요금은 환승과 관계 없이 하차할 때마다 별개로 정산된다.

## 노선 체계
- ● 급행버스 : 100번대 번호로 제주시, 서귀포시, 읍, 면 등지를 일부 정류소에만 정차하여 빠르게 연결한다.
- ● 간선버스 : 200번대 번호의 버스 노선은 급행버스와 유사한 노선으로 운행하거나 완행으로 운행하며, 300번대와 500번대는 각각 제주시와 서귀포시 시내간선버스다.
- ● 지선버스 : 400번대와 600번대 번호의 버스 노선은 각각 제주시와 서귀포시 시내지선버스이며, 700번대는 읍면지선버스다.
- ● 관광지순환버스 : 동부 지역 관광지를 운행하는 810번 버스와 서부 지역 관광지를 운행하는 820번 버스 두 개의 노선이 운행 중이다.

## 사용가능한 교통카드
| 종류/브랜드 | CU | GS25(개인브랜드 포함) | 7-11 |
| ----------- | -- | --------------------- | ---- |
| 티머니      | O  | O                     | O    |
| 캐시비      | O  | O                     | O    |
| 한페이      | X  | X                     | O    |
| 레일플러스  | O  | X                     | △    |

## 운행 업체 및 노선
| 운행사            | 운행 노선 |
| ----------------- | --- |
| 극동여객          | 151, 251, 251-1, 252, 253, 254, 255, 270, 43-1, 43-2, 43-3, 300, 301, 325, 411, 412, 425, 426, 431, 432                     |
| 동진여객          | 131, 132, 181, 231, 232, 281, 345, 346, 347, 434, 435, 436, 437, 451, 452, 453, 454, 471, 472, 473, 475, 477                |
| 삼화여객          | 182, 240, 282, 311, 312, 415, 440, 441, 442, 444, 445, 446, 447, 455, 461, 462, 465, 466, 490                               |
| 제주여객          | 102, 121, 122, 202, 221, 222, 291, 292, 293, 315, 316                                                                       |
| 삼영교통          | 300, 301, 302, 320, 335, 336, 341, 342, 351, 355, 356, 360, 365, 366, 367, 368, 370, 380                                    |
| 관광지순환버스    | 810, 820, 3001, 3002, 3003, 3004, 3005, 3006, 3007, 3008                                                                    |
| 금남여객          | 101, 111, 201, 211, 212, 260, 295, 331, 332, 421, 422, 423, 424, 500, 611, 612, 615, 633, 641, 642, 643, 644, 651, 652, 655 |
| 서귀포운수        | 500, 510, 520, 531, 532, 621, 623, 624, 625, 630, 635, 645, 5001, 5002, 5003, 5004, 5005, 5006                              |
| 제주시 공영버스   | 701, 702, 704, 705, 711, 771, 772, 783, 784, 785, 791, 792, 793, 794, 795                                                   |
| 서귀포시 공영버스 | 622, 627, 690, 691, 692, 721, 722, 731, 732, 741, 742, 751, 752, 761-2, 880                                                 |
| (수요응답형)      | 703, 743, 744, 761(-1, -3), 781, 782                                                                                        |

## 참고 사항
- 카카오맵 앱을 통해 실시간 버스 위치정보를 확인할 수 있다.

## 같이 보기
- 제주특별자치도의 시외버스